# Nichola Simpson
Nichola Simpson (30 de octubre de 1956) es una deportista británica que compitió en tiro con arco, en la modalidad de arco compuesto.
Ganó tres medallas en el Campeonato Mundial de Tiro con Arco en Sala entre los años 1995 y 2012. Además, obtuvo dos medallas en el Campeonato Europeo de Tiro con Arco al Aire Libre, en los años 1994 y 1998, y siete medallas en el Campeonato Europeo de Tiro con Arco en Sala entre los años 1998 y 2013.

## Palmarés internacional
| Campeonato Mundial en Sala       | Campeonato Mundial en Sala | Campeonato Mundial en Sala | Campeonato Mundial en Sala |
| Año                              | Lugar                      | Medalla                    | Prueba                     |
| -------------------------------- | -------------------------- | -------------------------- | -------------------------- |
| 1995                             | Birmingham (Reino Unido)   | Medalla de bronce          | Individual                 |
| 2003                             | Nimes (Francia)            | Medalla de bronce          | Equipo                     |
| 2012                             | Las Vegas (Estados Unidos) | Medalla de bronce          | Equipo                     |
| Campeonato Europeo al Aire Libre |                            |                            |                            |
| Año                              | Lugar                      | Medalla                    | Prueba                     |
| 1994                             | Nymburk (República Checa)  | Medalla de plata           | Individual                 |
| 1998                             | Boé/Agen (Francia)         | Medalla de plata           | Equipo                     |
| Campeonato Europeo en Sala       |                            |                            |                            |
| Año                              | Lugar                      | Medalla                    | Prueba                     |
| 1998                             | Oldenburgo (Alemania)      | Medalla de plata           | Individual                 |
| 1998                             | Oldenburgo (Alemania)      | Medalla de plata           | Equipo                     |
| 2002                             | Ankara (Turquía)           | Medalla de bronce          | Individual                 |
| 2002                             | Ankara (Turquía)           | Medalla de bronce          | Equipo                     |
| 2004                             | Sassari (Italia)           | Medalla de bronce          | Individual                 |
| 2008                             | Turín (Italia)             | Medalla de bronce          | Equipo                     |
| 2013                             | Rzeszów (Polonia)          | Medalla de bronce          | Equipo                     |